# 1687

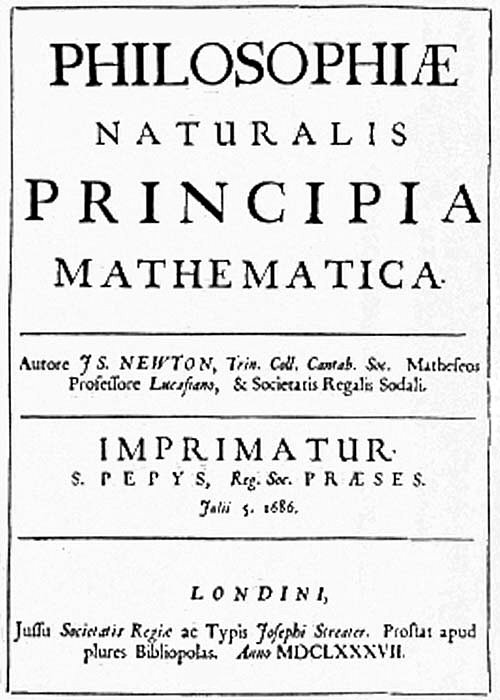
Rosto da obra Philosophia Naturalis Principia Mathematica de Isaac Newton (1687), obra aprovada por Samuel Pepys, presidente da Real Sociedade de Londres.

- Wikisource

| Calendário gregoriano                                                        | 1687 MDCLXXXVII                      |
| Ab urbe condita                                                              | 2440                                 |
| Calendário arménio                                                           | 1136 – 1137                          |
| Calendário bahá'í                                                            | -157 – -156                          |
| Calendário budista                                                           | 2231                                 |
| Calendário chinês                                                            | 4383 – 4384 Início a 12 de fevereiro |
| Calendário copta                                                             | 1403 – 1404                          |
| Calendário etíope                                                            | 1679 – 1680                          |
| Calendários hindus - Vikram Samvat - Calendário nacional indiano - Cáli Iuga | 1742 – 1743 1608 – 1609 4787 – 4788  |
| Calendário Holoceno                                                          | 11687                                |
| Calendário islâmico                                                          | 1098 – 1099                          |
| Calendário judaico                                                           | 5447 – 5448                          |
| Calendário persa                                                             | 1065 – 1066                          |
| Calendário rúnico                                                            | 1937                                 |
| Calendário solar tailandês                                                   | 2230                                 |

1687 (MDCLXXXVII, na numeração romana) foi um ano comum do século XVII do actual Calendário Gregoriano, da Era de Cristo, e a sua letra dominical foi E (52 semanas), teve início a uma quarta-feira e terminou também a uma quarta-feira.
| Ano completo                        |
| ----------------------------------- |
| Ano comum com início à quarta-feira |

## Eventos
- 3 de Março - O bandeirante Domingos Jorge Velho é contratado pelo governo colonial para destruir o Quilombo dos Palmares.
- 5 de Julho - Publicação dos Philosophiae Naturalis Principia Mathematica - Princípios Matemáticos da Filosofia Natural, por Sir Isaac Newton.

## Nascimentos
- 27 de janeiro - Balthasar Neumann, engenheiro e arquiteto alemão. (m. 1753)
- 21 de outubro - Nicolau I Bernoulli, matemático suíço. (m. 1759)

## Por tema
- 1687 na ciência